# Florentine Schara
Florentine Schara (* 1977 in Wuppertal) ist eine deutsche Theater- und Filmschauspielerin.

## Leben
Florentine Schara wurde 1997 bis 2000 am Liverpool Institute for Performing Arts zur Schauspielerin ausgebildet. Danach war sie als Schauspielerin überwiegend im Kinder- und Jugendtheater tätig. Sie engagiert sich auch bei den Roten Nasen Deutschland e.V. als Krankenhausclown. Seit 2016 ist sie vermehrt in Film und Fernsehen zu sehen, darunter in Folgen von Tatort und Polizeiruf 110.
Sie lebt in Berlin.

## Filmografie (Auswahl)
- 2016: Schweigeminute
- 2017: Tatort: Der scheidende Schupo
- 2018: Klassentreffen 1.0
- 2018: Extraklasse
- 2018: Polizeiruf 110: Für Janina
- 2020: Schwartz & Schwartz: Wo der Tod wohnt
- 2020: Das Unwort
- 2020: Der Barcelona-Krimi: Entführte Mädchen
- 2020: Polizeiruf 110: Der Tag wird kommen
- 2021: Tatort: Die Kalten und die Toten
- 2023: SOKO Köln: Vaterfreuden
- 2024: SOKO Stuttgart: Kaiser im Visier
- 2024: Dünentod – Tod auf dem Meer